# Invision Community
Invision Community (ранее IPS Community Suite, Invision Power Board, сокращенно IPS, IP.Suite или IP.Board) — коммерческое программное обеспечение для организации веб-форумов, разрабатываемое американской компанией Invision Power Services Inc. Полностью написано на PHP, в качестве базы данных преимущественно использует MySQL, но также имеется поддержка Microsoft SQL Server.
Несмотря на то, что IPS Community Suite является коммерческим продуктом, сообщества, занимающиеся его поддержкой и модификацией, довольно популярны и насчитывают тысячи человек по всему миру. Большая часть модификаций и стилей оформления, разрабатываемые данными сообществами, бесплатны и свободны для скачивания.
Русскоязычное сообщество представлено несколькими компаниями и форумами, которые занимаются локализацией продуктов IPS, разработкой небольших хуков, а также созданием стилей и оказанием технической поддержки. В целом оно сильно разобщено. По этой причине количество модификаций, разработанных русскоязычным сообществом, крайне мало. Большая часть русских хуков представляет собой перевод уже существующих англоязычных.

## История версий
- 1.x.x, последняя версия — 1.3.1, поддержка прекращена.
- 2.0.x, последняя версия — 2.0.4: 4 мая 2005 года
  - 2.1.x, последняя версия — 2.1.7: 13 июля 2006 года
  - 2.2.x, последняя версия — 2.2.2: 22 февраля 2007 года
  - 2.3.x, последняя версия — 2.3.6: 2 октября 2008 года
- 3.0.x, последняя версия — 3.0.5: 8 декабря 2009 года
  - 3.1.x, последняя версия — 3.1.4: 18 ноября 2010 года
  - 3.2.x, последняя версия — 3.2.3: 9 сентября 2011 года
  - 3.3.x, последняя версия — 3.3.4: 11 июля 2012 года
  - 3.4.x, последняя версия — 3.4.7: 16 октября 2014 года
- 4.0.x, последняя версия — 4.0.8.1: 18 июня 2015 года
  - 4.5.x, последняя версия — 4.5.3 : 22 сентября 2020 года

## История развития
Компания Invision Power Services (IPS) создана двумя программистами — Мэттом Мехемом (англ. Matt Mecham) и Чарльзом Уорнером (англ. Charles Warner) в 2002 году, вскоре после того, как они покинули Jarvis Entertainment Group (компания, занимающаяся разработкой форумов Ikonboard). Самым первым их продуктом стал именно IPB, который привлек внимание множества пользователей Ikonboard.
Хотя разработчики Invision Power Services изначально предпочли бесплатное распространение исходного кода форума, в 2004 году выпуск бесплатных версий был прекращён. Trial-версию Invision Power Board 2.0.0 решено было оставить для свободного скачивания, но 27 сентября 2004 года эту возможность так же закрыли в связи с вводом бесплатной демоверсии, имеющей ограничения на 5000 сообщений, 1000 тем и 200 пользователей. Этим Invision Power Services положили конец заявлениям что IPB всегда будет бесплатным. 1 июля 2005 года IPS ввело новое ограничение в демоверсию — не более 15 дней использования (в некоторых случаях, до 5 дней) и несколькими месяцами спустя, этот срок был ограничен сутками.
IPB версии 2.1 был выпущен 13 сентября 2005 года. Административная часть была полностью переделана и появилась такая возможность как использование Rich Text Editor в качестве редактора сообщений, что позволяло обойтись пользователю без использования BBCode и видеть своё сообщение в том виде, в каком оно попадёт на форум прямо при редактировании, без использования предварительного просмотра. Основной стиль форума был также полностью переделан, а в сам форум было добавлено множество новых возможностей, часть из которых активно использует Ajax.

### Версия 1.3
Версия форумов IPB 1.3 является самой последней бесплатно распространяемой версией движка и до сих пор разрешена IPS для использования, хотя уже не поддерживается разработчиками и доступ к скачиванию на официальном ресурсе уже прекращён. Не обращая внимание на устарелость данной версии форума и наличия в ней известных дыр в безопасности, многие люди до сих пор пользуются ей и не выражают никакого желания обновляться. IPS продолжала выпускать обновления безопасности до объявления выхода в разработку версии 2.1 в 2005 году, после чего поддержку данной версии форума прекратила. Некоторыми сайтами продолжают выпускаться обновления безопасности и обновления для работы данной версии форума на PHP 5, но эти обновления не поддерживаются IPS. Использование этих версий является незаконным в том случае, если вы скачали её не с официального сайта.

### Версия 2.0
Форумы версии IPB 2.0 очень похожи на 2.1. Данная версия является последней версией, которую можно бесплатно скачать с официального сайта IPS. Так же, как и с версией 1.3, многие пользователи до сих пор продолжают ей пользоваться, используя неограниченные trial-версии 2.0 PDR (Версия, находящаяся на этапе разработки), PF (англ. Pre-Final; версия, находящаяся на этапе тестирования и доработки, выпускается перед финальным релизом) и Final, которые так же имеют свои дыры в безопасности и больше не поддерживаются разработчиками. Final-версию 2.0 бесплатно можно было скачать в первые часы после официального выхода в свет с официального сайта разработчика.

### Версия 2.1
IPB 2.1 имеет значительные преимущества над своими предшественниками, такие как: последние обновления безопасности, Rich Text Editor в качестве редактора сообщений пользователя и множество инструментов для модерирования, в том числе с применением технологии AJAX. Административная часть в IPB 2.1 была полностью переработана. Все версии IPB 2.1 являются коммерческим ПО, возможности скачать на официальном сайте демоверсию нет.

### Версия 2.2
Invision Power Board 2.2 тестировалась на безопасность сторонней компанией, что позволило найти в скрипте форума опасные уязвимости ещё до выпуска финальной версии. Сразу после релиза 2.2 версии была выпущена версия 2.2.1, которая закрыла множество ошибок.

### Версия 2.3
Эта версия включает в себя множественные изменения в коде, которые позволили повысить быстродействие системы на больших форумах. С версии 2.3 форум предоставляется в комплекте с двумя стилями (классический синий и Pro стиль). Последний позиционируется разработчиком как облегчённый и может быть легко использован как основа для разработки своих стилей, или, к примеру, как стиль для форумов с высоким трафиком. В этой версии IPS расширила возможности администраторской панели форума, добавив интеллектуальную систему помощи и предоставив панель управления (dashboard) в качестве главной страницы админцентра. Из новых возможностей форума стоит отметить появление переназначения стилей (URL Mapping). Благодаря этой настройке стало возможным назначать собственные стили на определённые URL-адреса: например, сделать стиль, отличный от стиля форумов, для страницы просмотра профиля.

### Версия 3.0
В этой версии произошли обширные изменения, включая появление нового движка шаблонов, новый дизайн, повышенное удобство при редактировании шаблонов, улучшения BB-кодов, собственную систему репутации и многое другое… Также для 3-й версии необходим PHP 5. Базы данных Oracle больше не поддерживаются. Основным же новшеством стало появление хуков, с помощью которых можно изменять и/или добавлять новую функциональность без изменения исходного кода форума. Для установки хуков администратору достаточно загрузить xml файл хука админ-центре. К сожалению, создание любых хуков возможно только в режиме разработки и требует огромного количества ручной работы (большая часть этой работы может быть автоматизирована с помощью IPB3 Toolkit).
Все хуки разделяются на следующие типы (названия хуков взяты из русской версии от IBR, в скобках указано оригинальное название):
- Перегрузчик действия (Action overloader) — позволяют расширить указанный класс контроллера собственным классом;
- Перегрузчик стиля (Skin overloader) — позволяют расширить указанный класс шаблона собственным классом (применяется для всех скинов);
- Модификация шаблона (Template hook) — позволяют добавить произвольный код (в основном это HTML) в нужное место шаблона.

### Версия 3.1
Основные улучшения: интеграция рекламных блоков, система уведомлений, кастомизация профиля, SEO.
Система хуков так же получила дальнейшее развитие — были добавлены новые типы хуков:
- Хук для шаблона (ранее — Модификация шаблона, Template hook) — расширен, можно выполнять замену блоков и получать значения переданных в шаблон переменных;
- Хук для данных (Data hook) — позволяет обрабатывать данные перед их вставкой (получение) в (из) базы данных;
- Хук для библиотеки (Library hook) — позволяет переопределять многие системные классы.

### Версия 4.0
Первая новость о разработке IPS Community Suite 4.0 появилась 23 мая 2012 года. В феврале 2013 года название было изменено на IPS Social Suite 4.0. Позже разработчики отменили это изменение, однако в некоторых исходных файлах оно осталось.
Была изменена архитектура и переписано большинство строк кода. Дизайн был полностью изменён и стал более плоским. Одним из самых ярких нововведений является адаптивность стандартного дизайна, что позволило отказаться от отдельного мобильного стиля. Шаблон сделан с использованием HTML5 и CSS3.
Теперь локализовать можно не только интерфейс, но и названия разделов форума. Кроме того, был представлен визуальный редактор языковых файлов, который позволяет переводить фразы, просто кликнув по ним.
Тестирование версии 4.0 было запущено в середине июня и длится уже более 3 месяцев. По состоянию на 7 октября в багтрекере значится 2996 сообщений об ошибках, 1675 из которых были исправлены и 875 являются дубликатами.
Финальная версия 4.0.0 вышла 9 апреля 2015 года.